# Supergirl (Kara Zor-El)

Emblema familiar de la Casa de El.

Kara Zor-El (Supergirl), también conocida por sus nombres adoptivos de Linda Lee Danvers, Kara Kent, Linda Lang y Kara Danvers, es una superheroína que aparece en los cómics estadounidenses publicados por DC Comics. Fue creada por Otto Binder y diseñada por Al Plastino. Danvers apareció por primera vez en la historia "The Supergirl from Krypton" en Action Comics #252 (mayo de 1959). Kara es la prima biológica de Kal-El, quien adoptó el nombre de Clark Kent y la identidad de superhéroe Superman. Su padre, Zor-El, es hermano del padre de Superman, Jor-El. Durante la década de 1980 y la revolución de la Era Moderna de los Cómics, los editores de Superman creyeron que la historia del personaje se había vuelto demasiado complicada, matando así a Supergirl durante el evento Crisis en Tierras Infinitas de 1985 y volviendo a hacerla desaparecer.
Kara Zor-El volvió a entrar en la continuidad de la corriente principal en 2004 cuando el Vicepresidente y Editor Ejecutivo de DC Comics, Dan Didio, junto con el editor Eddie Berganza y el escritor de cómics Jeph Loeb, reintrodujeron al personaje en la historia original en 1959. Con la actual Supergirl, Kara Zor-El protagoniza su propia serie mensual de cómics. Con el relanzamiento de DC en 2011, Kara, como la mayoría del universo DC, se renovó. DC relanzó el cómic de Supergirl en agosto de 2016 como parte de su iniciativa DC: Renacimiento.
En acción real, Supergirl apareció en la película de 1984 basada en su personaje y fue interpretada por Helen Slater. También apareció en la serie Smallville, interpretada por la actriz Laura Vandervoort. En 2015, la serie de acción en vivo Supergirl debutó en CBS y luego se mudó a The CW después de la primera temporada. Supergirl es interpretada por Melissa Benoist en el programa y también aparece en otros programas del Arrowverso. La actriz Sasha Calle aparece como Supergirl en la película del Universo extendido de DC (DCEU) The Flash (2023). El personaje aparecerá en la franquicia DC Universe (DCU) interpretada por la actriz Milly Alcock, en las próximas películas Superman (2025) y en la homónima Supergirl: Woman of Tomorrow (2026).

## Historia de la publicación

### Primeros años
Aunque Kara Zor-El fue el primer personaje en usar el nombre "Supergirl", DC Comics probó tres versiones femeninas diferentes de Superman antes de su debut.
La primera historia en la que aparece una contraparte femenina de Superman fue "Lois Lane - Superwoman", que se publicó en Action Comics # 60 (mayo de 1943). En la historia, Lois Lane, hospitalizada, sueña que ha ganado superpoderes gracias a una transfusión de sangre de Superman (clark kent). Ella comienza su propia carrera como "Superwoman", completa con una versión del disfraz de Superman.
En la historia de Superboy # 78 titulada "Claire Kent, Alias Super-Sister", Superboy salva la vida de una mujer alienígena llamada Shar-La, que convierte a Superboy en una niña, en represalia por sus despectivos pensamientos sobre las mujeres conductoras que recogió. telepáticamente. En Smallville, Clark afirma ser Claire Kent, una pariente que vive fuera de la ciudad y que se está quedando con los Kents. Cuando está disfrazado, aparece como la hermana de Superboy, la Super-Hermana, y afirma que los dos han intercambiado lugares. Una vez que Superboy aprendió su lección sobre sentir más respeto por las mujeres, Shar-La revela que el episodio es un sueño que ella proyectó en la mente de Superboy.
En Superman # 123 (agosto de 1958), Jimmy Olsen usa un tótem mágico para desear la existencia de una "Super-Girl" como compañera y ayuda a Superman, sin embargo, los dos con frecuencia se interponen entre sí hasta que esta se lesiona fatalmente protegiendo a Superman de un meteorito de kryptonita. Ante su insistencia, Jimmy desea que la chica moribunda deje de existir. DC usó esta historia para medir la respuesta pública al concepto de una contraparte femenina superpotente completamente nueva para Superman.
La versión Kara Zor-El de Supergirl finalmente apareció en Action Comics # 252 (mayo de 1959). Otto Binder escribió y Al Plastino ilustró la historia de su debut, en la que nació y se crio en la ciudad de Argo (la cual no tenía nombre hasta publicaciones posteriores) un fragmento de Krypton que sobrevivió a la destrucción. Cuando la ciudad está condenada por una lluvia de meteoritos, Kara es enviada a la Tierra por sus padres, Zor-El y Alura (sin nombre hasta números posteriores), para ser criada por su primo Kal-El, conocido como Superman. Supergirl adoptó la identidad secreta de una huérfana "Linda Lee" e hizo de Midvale Orphanage su hogar. Supergirl le prometió a Superman que mantendría en secreto su existencia en la Tierra, para que él la use como un "arma secreta", pero eso no impidió que Supergirl explorara sus nuevos poderes de forma encubierta. Action Comics # 255 publicó cartas de comentarios de los lectores en la primera aparición de Supergirl, supuestamente ella había generado una reacción considerable y mayormente positiva.
Supergirl, desde su debut en adelante, se convirtió en una tira de respaldo regular en Action Comics. Se unió a la Legión de Super-Héroes, como su primo había hecho cuando era adolescente, y en Action Comics # 279 (julio de 1961) fue adoptada por Fred y Edna Danvers, convirtiéndose en "Linda Lee Danvers". Supergirl actuó durante tres años como el arma secreta de Superman, y sus aventuras durante ese tiempo han sido comparadas con los desarrollos contemporáneos en el pensamiento feminista en obras como La mística de la feminidad de Betty Friedan. Finalmente fue presentada por su primo a un mundo desprevenido en Action Comics # 285 (febrero de 1962).
Durante su primer cuarto de siglo, Linda Danvers tuvo muchas profesiones, desde estudiante hasta asesora de estudiantes, actriz y hasta operadora de cámaras de televisión. Ella compartió Action Comics con Superman hasta que pasó a ser líder en Adventure Comics a fines de los años sesenta. En 1972, finalmente se mudó a su propia revista epónima de corta duración, antes de que DC fusionara sus títulos de Supergirl, Lois Lane y Jimmy Olsen en un único título de antología llamado The Superman Family. En 1982, Supergirl fue relanzada en su propia revista.

### Muerte durante laCrisis en las Tierras Infinitas
En 1985, la maxi-serie Crisis on Infinite Earths fue concebida como una forma de reducir la continuidad de DC a un solo universo en el que todos los personajes mantenían una historia única. A pesar de la continua popularidad y el estatus de Supergirl como miembro central de la "Familia Superman", los editores de DC Comics y los creadores de la maxi serie decidieron matar a Supergirl durante la Crisis. Según Marv Wolfman, escritor de Crisis en las Tierras Infinitas:

Antes de la Crisis parecía que la mitad de Krypton había sobrevivido a la explosión. Teníamos a Superman, Supergirl, Krypto, los criminales de la Zona Fantasma, la ciudad de botella de Kandor y muchos otros. Nuestro objetivo era hacer que Superman fuera único. Regresamos a su origen e hicimos a Kal-El el único sobreviviente de Krypton. Lamentablemente, fue por eso que Supergirl tuvo que morir. Sin embargo, nos emocionaron todas las cartas que recibimos diciendo que la muerte de Supergirl en "Crisis" fue la mejor historia de Supergirl que hayan leído. Gracias. Por cierto, yo también extraño a Kara.

La idea de matar a Supergirl fue concebida por primera vez por el vicepresidente y editor ejecutivo de DC, Dick Giordano, quien presionó por la muerte a los editores de DC. Luego dijo que nunca se había arrepentido de esto, explicando que "Supergirl se creó inicialmente para aprovechar las altas ventas de Superman y no se pensó mucho en su creación. Fue creada esencialmente como una Superman femenina. Con el tiempo, los escritores y artistas mejoraron su ejecución, pero nunca añadieron realmente nada a la mitología de Superman, al menos no para mí". Algunas fuentes culparon también a la mala recepción inicial de la película de 1984 Supergirl.
En 1989, en el cuento "Navidad con los superhéroes", el alma de Kara aparece ante Boston "Deadman" Brand, lo anima y luego desaparece de la continuidad hasta 2001 (ver más abajo).
Varios personajes no relacionados con Superman pronto tomaron la personalidad de Supergirl, incluida la Matrix (una forma de vida modificada genéticamente que se "descontinuó" como Supergirl), Linda Danvers (el resultado de Matrix se fusionó con la moribunda Linda Danvers y se convirtió en un enlace terrestre, Ángel de fuego), y Cir-El (la aparente hija de Superman de un posible futuro).
Una heroína que se parece a la Pre- Crisis, Kara aparecería más tarde en Final Crisis: Legion of 3 Worlds #5, junto con todo un ejército de Legionarios reunidos de mundos, tiempos y realidades alternativos, para luchar contra el Señor del Tiempo.

### Dos Supergirls se encuentran
Antes de la introducción posterior a la crisis de Supergirl en la continuidad de la corriente principal, el pre-crisis Supergirl hizo una aparición en Supergirl: Many Happy Returns de Peter David. La serie actual de Supergirl, en ese momento protagonizada por Linda Danvers, estaba en peligro de ser cancelada y Peter David pensó que un arco de la historia que involucra a Kara Zor-El sería suficiente para revitalizar la serie.
En los números 48 y 49 de la serie Supergirl de Linda Danvers en 2001, la Kara original muerta aparece como el "ángel guardián" de Linda. Luego, en los números 75 a 80, "Many Happy Returns", una joven Kara aparece desde un tiempo anterior mucho antes de la Crisis. La paradoja se convierte en una crisis moral para Linda, que intenta tomar su lugar como el sacrificio de la crisis, viviendo durante años en un universo de la Edad de Plata donde "nadie jura, los villanos siempre son fáciles de vencer y todo está muy, muy limpio". Esta carrera fue ilustrada por Ed Benes, quien también había ilustrado Birds of Prey de Gail Simone, que tenía una camaradería caprichosa similar entre sus protagonistas femeninas.
La incapacidad de Linda para salvar a Kara es tan devastadora que pone fin a su propia carrera como Supergirl. Este arco de la historia se suele citar como una de las mejores historias de Supergirl jamás escritas. La serie terminó con el número 80.

### Renacimiento
Después del lanzamiento de la serie de cómics de Superman/Batman el Editor Ejecutivo Dan Didio había estado buscando una manera de simplificar al personaje de Supergirl de su complicada historia posterior a la crisis; La versión más simple, por supuesto, era la prima de Superman. Jeph Loeb y el editor Eddie Berganza encontraron una oportunidad para reintroducir al personaje después de la conclusión del primer arco de la historia de Superman / Batman.
La versión moderna de Kara Zor-El hizo su debut en Superman/Batman # 8 (2004). Kara toma el manto de Supergirl al final de la historia. La serie de cómics de Supergirl se relanzaría más tarde, ahora protagonizada por Kara Zor-El como "La chica de acero". El primer arco de la nueva serie fue escrito por Jeph Loeb e ilustrado por Ian Churchill.
A medida que el personaje continuaba reinventándose, los pasos hacia el personaje icónico fueron algunos de los cambios más destacados. El artista Jamal Igle y el editor Matt Idleson se movieron para cambiar al personaje de las bragas rojas debajo de la falda a los pantalones cortos del motorista, sintiendo que ese cambio era una progresión lógica y "más respetable".

### The New 52
En septiembre de 2011, DC Comics comenzó The New 52, en el que canceló todos sus títulos mensuales de superhéroes y relanzó 52 nuevos, eliminando la mayor parte de su continuidad pasada en el proceso. Uno de los nuevos títulos fue una nueva serie de Supergirl (Volumen 6) que presentó un nuevo origen para Kara y se publicó entre 2011 y 2015. El artista Mahmud Asrar diseñó un nuevo disfraz para el personaje que se desvió de su traje clásico "porrista", un cambio que generó críticas de algunos lectores.

### DC Rebirth
El relanzamiento del título de DC Comics 2016 Rebirth incorpora varios elementos (como el traje, el escenario y algunos personajes) de la serie de televisión Supergirl. La iniciativa DC Rebirth deshizo las recreaciones modernas de los New 52, llevando a los héroes de DC a sus iteraciones más clásicas. La nueva serie de Supergirl (Volumen 7) se tituló Supergirl: Renacimiento, escrita por Steven Orlando. El primer arco fue escrito por Brian Ching, quien también rediseñó el traje de Supergirl en referencia a un aspecto más clásico. En abril de 2018, se anunció que el título se cancelaría después del número 20. Además tienen elementos sacados de su serie homónima como su identidad civil, sus padres adoptivos, la ciudad donde vive su trabajo en que vive y su trabajo para la DEO y Catco como Cat Grant como su jefa. DC Comics pronto anunció oficialmente que Supergirl sería revivida bajo un nuevo equipo creativo, con el nuevo escritor Marc Andreyko y el artista Kevin Maguire.

## Biografía

### Edad de Plata
En su historia de debut, Kara Zor-El es la última sobreviviente de Argo City del planeta Krypton. Aunque Argo, que había sobrevivido a la explosión del planeta, se desplazaba por el espacio como un entorno autosostenido, el suelo de la colonia finalmente se convirtió en Kryptonita; y aunque el padre de Kara, Zor-El, colocó láminas de plomo sobre el suelo para proteger a los ciudadanos de la radiación, los meteoritos perforaron la lámina y los kryptonianos murieron por envenenamiento por radiación en lugar de reemplazar el metal.
En la posterior función de copia de seguridad de Supergirl en Action Comics, dibujada por el artista Jim Mooney durante diez años hasta 1968, Supergirl adopta la identidad de Linda Lee, una huérfana en el orfanato Midvale presidida por la directora Miss Hart. Ella se disfraza escondiendo su cabello rubio debajo de una peluca morena; Supergirl interactúa con los humanos de persona a persona realizando buenas obras y salvando al mundo ayudando a una persona a la vez, y también diseña esquemas inteligentes como "Arma secreta de Superman", salvándolo muchas veces y evitando su adopción antes de que Superman pueda presentarla públicamente.
Mientras temporalmente impotentes debido a la maquinación de Kandorian, el científico Lesla-Lar, que está fuera de suplantarla en la Tierra, Linda permite a sí misma ser adoptados por el ingeniero y el cohete científico Fred Danvers y su esposa, Edna. Con el tiempo, ella revela su identidad secreta a sus padres adoptivos el mismo día en que su primo Superman finalmente la presenta al mundo en el final de la serie de juegos más larga de DC (ocho capítulos), acertadamente llamada "La heroína más grande del mundo".
Cuando los sueños frecuentes de que sus padres están vivos se vuelven reales, ella construye una máquina ayudada por el talento de su padre ingeniero, y los trae a ambos con vida desde la "Zona de supervivencia", donde ambos se habían teletransportado durante los últimos momentos de Argo City. Zor-El y Allura finalmente terminan viviendo en Kandor, y cuando la ciudad en la botella se agranda, ambos continúan viviendo en Rokyn / New Krypton, donde tienen el triste deber de recibir sus restos mortales después de "Crisis" para entierro.
Linda Lee se graduó de la escuela secundaria en 1965, se fue a la universidad con una beca y se queda en el Stanhope College hasta que se gradúa en 1971. Durante esta época, su gato mascota Streaky, su súper caballo Cometa, y su amiga, Lena Luthor la ayudan, quien había aparecido por primera vez en la serie Lois Lane. Kara también es miembro de la Legión de Super-Héroes, donde se acerca a Brainiac 5. Además, Linda tiene novios del orfanato (Richard "Dick" Malverne) y de Atlantis (Jerro el merboy).
En 1967, Supergirl se encuentra con Batgirl por primera vez en World's Finest Comics. Desarrollando una fuerte amistad, los dos personajes se unieron muchas veces, como en Superman Family # 171, o Adventure # 381. En 1969, Supergirl dejó Action Comics y se convirtió en un personaje destacado en Adventure Comics a partir del número 381 (junio de 1969).
Durante la década de 1970, el traje de Supergirl cambió con frecuencia, al igual que su carrera en su vida civil. En su identidad secreta como Linda Lee Danvers, Kara Zor-El tomó una variedad de trabajos, incluidos estudiantes graduados en actuación, reportera de televisión y consejera estudiantil, y finalmente se convirtió en actriz de la cadena de televisión Secret Hearts.

### Edad de Bronce
Después de que el veterano editor de la familia Superman Mort Weisinger se retirara en 1971, el personaje fue revitalizado con el editor Joe Orlando y el artista Mike Sekowsky. Llevando una serie de nuevos atuendos, dejando su hogar adoptivo adoptivo con la familia Danvers, Linda se va a San Francisco donde trabaja para KSF-TV como operador de cámara y se enorgullece de su jefe, Geoffrey Anderson. Estas historias presentaron al villano más memorable de Supergirl de este período: la sobrina de Lex Luthor, Nasthalthia, o Nasty. Nasty hizo dos apariciones hacia el final de los años universitarios de Linda, luego la persiguió a KSF-TV, tratando de obtener una prueba de su identidad dual.
Supergirl protagonizó su primera serie mensual homónima en solitario desde 1972 hasta octubre de 1974, cuando su título mensual se fusionó con Superman's Girl Friend, Lois Lane, y Superman's Pal Jimmy Olsen para producir un nuevo título: la serie de mayor venta de DC llamada The Superman Family, donde finalmente se convirtió en la historia principal. Linda trabajó como consejera estudiantil en la Escuela Experimental New Athens, antes de irse a Nueva York para seguir una carrera en la actuación con la telenovela Secret Hearts.
En 1982, Supergirl recibió una segunda serie individual en solitario titulada The Daring New Adventures of Supergirl, que reubicó al personaje en Chicago cuando Linda se convirtió en una estudiante madura de psicología. La leyenda de la industria y ex editora de DC, Carmine Infantino proporcionó el arte a lápiz (Bob Oksner entintado). Con el número 13, se renovó el título, con un nuevo diseño de vestuario (luciendo una diadema roja) y el título se redujo a solo Supergirl. La serie se prolongó hasta la repentina cancelación en 1984, solo dos meses antes del debut del personaje en una película de gran presupuesto de Hollywood protagonizada por Helen Slater.
En Crisis on Infinite Earths (1985), los héroes más grandes de la Tierra Uno, la Tierra Dos, la Tierra Cuatro, la Tierra S y la Tierra X se unen para derrotar al Antimonitor. Cuando Superman se encuentra cara a cara con el Anti-Monitor y queda inconsciente, Supergirl se apresura a salvarlo antes de que lo maten. Ella es capaz de luchar contra él el tiempo suficiente para que la Dra. Light lleve a su prima a una distancia segura, pero es asesinado por el Anti-Monitor. Un servicio público en memoria de Supergirl se lleva a cabo en Chicago, donde Batgirl (Barbara Gordon) entrega el elogio. En sus comentarios, ella afirma que "Kara es una héroina. Ella no será olvidada". Superman entonces le da a su primo el entierro tardío llevando su cadáver a Rokyn / New Krypton a Zor-El y Allura. Un problema de Superman el mes siguiente revela que Kara había experimentado una premonición sobre su propio fallecimiento. Sin embargo, cuando se reinicia el universo, se modifica la línea de tiempo. Kara Zor-El y todos sus recuerdos de ella son borrados de la existencia.

### Ecos
Después de estos eventos, el alma de Kara Zor-El hizo otra aparición en continuidad tres años más tarde en una historia titulada "Debería ser un conocido conocido" en Navidad con los Superhéroes # 2 (1989). Dentro de la historia, Boston "Deadman" Brand intenta sentir el calor de la Navidad al poseer cuerpos de juerguistas. Sintiéndose culpable al darse cuenta de que ha estado robando las navidades de otros, huye sintiendo lástima por haber sido negado una recompensa después de un año de ayudar a la gente. Una mujer rubia vestida con calidez se acerca a Brand, sobresaltándolo. De alguna manera, al ver a la marca normalmente invisible, ella conversa con él, recordándole,

No lo hacemos por la gloria. No lo hacemos por el reconocimiento & nbsp; ... Lo hacemos porque debe hacerse. Porque si no lo hacemos, nadie más lo hará. Y lo hacemos incluso si nadie sabe lo que hemos hecho. Incluso si nadie sabe que existimos. Incluso si nadie recuerda que alguna vez existimos.

Ella le recuerda a Brand que a pesar de que él está muerto, todavía es humano, y debería regocijarse porque significa que su espíritu todavía está vivo. Cuando la mujer se va, Brand le pregunta quién es, a lo que ella responde: "Mi nombre es Kara. Aunque dudo que eso signifique algo para ti". La historia, escrita por Alan Brennert y dibujada por Dick Giordano, está dedicada a Otto Binder y Jim Mooney, y agrega: "Aún recordamos".
Finalmente, el alma de Kara Zor-El apareció dos veces durante la carrera de Peter David, específicamente en los números 48 y 49 cuando aparece ante una Supergirl, Linda Danvers de la Tierra, derrotada y encarcelada, y la consuela. Linda reconoce que su amiga fantasma la ha ayudado tres veces, y cuando pregunta su nombre, la figura sonriente le dice: "Me he dicho muchos nombres, pero el que más me gusta es: ¡Kara!"

### Edad Moderna
En 2004, Jeph Loeb reintrodujo a Kara Zor-El en la continuidad posterior a la Hora Cero durante una historia de la serie Superman/Batman. Ella es la prima biológica de Superman, y aunque cronológicamente más antigua que él, la nave en la que viajó a la Tierra fue atrapada en un gran meteorito de Kryptonita verde que la mantuvo en un estado de animación suspendida durante gran parte del viaje, lo que la convirtió tiene la apariencia de una niña de 16 años. Sin embargo, Supergirl a veces veía a Superman como un niño, debido a que lo llevaba por último como un bebé. DC Comics relanzó Supergirl, cuyo primer arco de la historia fue escrito por Loeb. Muestra a Supergirl en un viaje de autodescubrimiento. A lo largo de su viaje, se encuentra con Power Girl (la contraparte de Kara Zor-El de otro universo), los Jóvenes Titanes, The Outsiders, la Liga de la Justicia de América y el archivillano Lex Luthor.
Durante la serie de cruce de la compañía Crisis infinita (2005), una secuela de Crisis on Infinite Earths, Supergirl se transporta al siglo 31, donde es venerada como miembro de la familia Superman y se une a la Legion de Super-Héroes. DC Comics cambió el nombre de la serie mensual Legion de Super-Héroes a Supergirl y la Legion of Super-Heroes. A partir del número 16. En la serie limitada 52 que narra los eventos que tuvieron lugar durante el año faltante después del final de la Crisis Infinita, Donna Troy recuerda a la original Kara Zor-El y su sacrificio para salvar el universo. Supergirl regresa al siglo XXI en el transcurso de 52. Después de completar brevemente para un Superman temporalmente desposeído como guardián de Metrópolis, asume la identidad de Flamebird para luchar contra el crimen en la ciudad de botella de Kandor con Power Girl como Nightwing en el arco de Greg Rucka Supergirl: Kandor.
En 2007, Supergirl apareció en la miniserie Amazons Attack! Ese mismo año, se unió a los Jóvenes Titanes por cinco números.
Las conversaciones con otros héroes que mantienen identidades secretas llevan a Kara a la conclusión de que ella necesita hacer una conexión más profunda con los seres humanos. Ella acepta la propuesta de Lana Lang de presentarla al personal de Daily Planet como "Linda Lang", la sobrina adolescente de Lana.
En el arco de la historia "New Krypton" de 2008-2009, en el que Superman descubre y libera al verdadero Kandor y a un gran número de sus ciudadanos, Supergirl se reúne con su padre, Zor-El y su madre, Alura, aunque Zor-El es asesinado por el villano Reactron. Cuando se forma un planeta que los kryptonianos llaman New Krypton, Kara se debate entre su vida en la Tierra y su obligación para con su madre, finalmente se unió al New Krypton Science Guild.
Supergirl posteriormente aparece en la miniserie de Justice League: Cry for Justice y en la historia de 2009-2010 "Blackest Night". La historia del New Krypton se resolvería más tarde en el "World of New Krypton", "Superman: Last Stand of New Krypton", "War of the Supermen", que causó la destrucción de New Krypton y que Supergirl llorara a su gente.
Supergirl posteriormente aparece en la historia de "Brightest Day" de 2010, y luego en "Blackest Night".

### The New 52
En esta continuidad, el barco de Kara aterriza en Smallville, Kansas, pero se precipita a través de la Tierra y emerge en Siberia.
Kara no recuerda la destrucción de Krypton, y cree que solo han pasado tres días desde el lanzamiento de su nave espacial. Ella aprende la verdad sobre la destrucción de Krypton de Superman, y luego viaja a través de un agujero de gusano a la ciudad de Argo, que encuentra en órbita alrededor de un sol azul. Encuentra la ciudad en ruinas, sin ninguna explicación de cómo se enfrentó a ese destino, y es atacada por una asesina del mundo llamada Reign antes de que la ciudad caiga al sol. Cuando Reign y su compañero Worldkiller planean esclavizar a la Tierra, Supergirl regresa allí para derrotarlos, y así adopta a la Tierra como su nuevo hogar.
Después de varias batallas con supervillanos, incluidos los Worldkillers, superarmas de diseño kryptoniano, acepta la destrucción de Krypton, pero continúa lidiando con su dolor. Su deseo de restaurar a Krypton hace que sea manipulada para que casi destruya la Tierra por otro kryptoniano del que se enamora. Al darse cuenta de su manipulación, ella lo mata conduciendo a Kryptonite a través de su corazón, y sucumbe al envenenamiento de Kryptonita.
Tras su envenenamiento, Supergirl abandona la Tierra para morir sola. Mientras se encuentra a la deriva en el espacio interestelar, se encuentra con un planeta atacado por monstruos, e interviene rápidamente para salvarlos, sin darse cuenta de que el planeta entero es una trampa para Brainiac. Ella es capturada y restringida por Cyborg Superman, pero después de una lucha, logra escapar de Brainiac y Cyborg Superman. Regresando a la Tierra, el Oráculo la envía al pasado junto a Superman y Superboy, donde se asegura de que un H'el resucitado no pueda salvar a Krypton, y sacrifique el planeta y su familia para salvar el universo.
De vuelta en la Tierra, se encuentra con el asesino Lobo. Inicialmente ansiosa por una resolución pacífica, al ver una especie de parentesco con él, ya que ambos son supervivientes solitarios de sus respectivos mundos (aunque no están realmente conscientes de las circunstancias de Lobo), el encuentro de Kara con el zariano revelaría profundas heridas mentales, lo que provocaría la liberación de Su rabia y transformación en una linterna roja. Enloquecida por la rabia, Kara recorre el espacio, atacando a todos en su camino, hasta que es capturada por varios Green Lanterns y llevada a Hal Jordan. Inmediatamente reconociendo a un kryptoniano e incapaz de quitar el anillo de poder sin matarla, él la lleva a Guy Gardner, el líder de una de las dos facciones de Linterna Roja, que logra restaurar su cordura.
Después de un tiempo bajo la tutela de Guy Gardner y protegiendo a la galaxia como una Linterna Roja, después de ser expulsada de la Red Lantern Corps (porque Guy no quería que muriera innecesariamente contra Atrocitus).El Grupo escondido, en su camino de regreso a la Tierra, Kara se encuentra con el líder de los Worldkillers, que se revelan como trajes de armadura parásitos. Intenta asimilar a Kara como su anfitrión, pero ella voluntariamente se somete al envenenamiento por kryptonita para detenerlo, y finalmente vuela hacia el Sol y le quita el anillo de poder, la mata y lo saca de su cuerpo. Sin embargo, se revela que Kara es inmortal mientras se encuentra en el núcleo del Sol, y se restaura a la vida sin el anillo de poder o cualquier envenenamiento por Kryptonita, destruyendo inmediatamente al Worldkiller. Más tarde, ella ayuda a Guy contra Atrocitus y su grupo de astillas Red Lantern.

### Convergencia y retorno de la versión Pre-Crisis
Durante el arco de la historia de la Convergencia, la original Kara Zor-El que había sacrificado su vida durante la Crisis en las Tierras Infinitas aparece en el planeta amalgamado de Telos. Al final de la saga, ella misma se ofrece como voluntaria para luchar nuevamente contra el Anti-Monitor, pero esta vez, con la ayuda de Barry Allen, el Pre-Flashpoint Superman (junto con su esposa embarazada, Lois Lane), y un arrepentido Parallax (Zero Hour Hal Jordan), jura derrotarlo por el bien de la existencia continua del multiverso. Sin verlo, los que quedaron en Telos descubrieron que el grupo tuvo éxito y que todas las líneas de tiempo anteriores (con la misteriosa excepción del universo pre-Flashpoint / pre-New 52 DC) de la historia de DC se habían restablecido, aunque el destino del Kara Zor-El original y sus compañeros no fueron mencionados.
Algunos detalles más de la batalla contra el Anti-Monitor se revelan más tarde durante la miniserie de cómics New 52 (que conduce al evento DC Rebirth). Después de la derrota de Anti-Monitor, el Pre-New 52 Clark y Lois deciden comenzar una nueva vida en el universo más cercano que puedan encontrar (misteriosamente pero no pueden ver su viejo universo a pesar de que el resto del multiverso había sido restaurado), mientras que Pre- La crisis Kara Zor-El, junto con su contemporáneo Barry Allen y Zero Hour Parallax / Hal Jordan, deciden encontrar su lugar en el universo y marcharse para hacerlo. Su destino a partir de ese arco de la historia ya se reveló.

### DC Rebirth
Después de los eventos que llevaron a la muerte de la versión New 52 de Superman, Kara, de 16 años, vive en National City con sus padres adoptivos, los agentes de DEO Jeremiah y Eliza Danvers, donde asiste a la escuela secundaria y trabaja con la agencia como líder por Cameron Chase. Como parte de su identidad civil, Kara recibe gafas especiales que oscurecen su cabello rubio cuando se hacen pasar por Kara Danvers. Kara también hace una pasantía en CATCO de Cat Grant junto a Ben Rubel, a quien ella hace amistad.
En su arco de apertura "The Reign of the Cyborg Supermen", Kara descubre que el cyborg Zor-El, con quien luchó en su título de New 52, todavía está activo y ha reconstruido a otros kryptonianos (incluida su madre Alura), planea tomar sobre la tierra, Supergirl los derrota, pero jura ayudar a su padre sin importar sus acciones. Después de que National City descubre que Supergirl ha mantenido en secreto el estado de "vida" de Zor-El, se vuelven desconfiados de ella. El director Bones se aprovecha de la impopularidad de la heroína y, después de tomar el control de la D.E.O., envía villanos como un intento de derribar a Kara. Ella los derrota a todos y recupera la confianza de la Ciudad de National con la ayuda de Ben cuando él comparte una historia conmovedora sobre la aplicación de CATCO, y les cuenta a los ciudadanos cómo Supergirl ayudó a Lee Serano, un joven adolescente no binario, a salir del problema.

### Supergirl Who Laughs
Supergirl es infectada por la toxina del Joker de Batman Que Ríe después de salvar a Superman de un batarang envenenado , se vuelve contra  Batman  y su primo formando parte Seis Secretos para infectar con la misma toxina que fue infectada pero es curada por Lex Luthor juntos a sus compañeros en Hell Arisen . En su historia principal,  después de escapar de  la pelea en Fortaleza de la Soledad, ayuda a un autobus escolar de casi caerse de un puente  de  una forma poco profesional y sin mucho cuidado y tenía intención de asesinar al camionero que provoco el accidente pero  su primo llegó a evitarla ,  su primo intentó razonar pero ambos pelearon hasta que llegó Batman pero finalmente se escapo. Más tarde que su primo revelase al mundo su indentidad secreta estaba molesta fue infectar  con la Toxina del Joker a todo Smallville, primero aterrorizando todo el pueblo e intenta hacerlo  con una niña hasta que llegó Wonder Woman , ambas pelearon y se unieron para derrotar robots gigantes dirigidos por el gobierno de Estados Unidos  y terminó siendo derrotada cuando oye a todo el pueblo que es un monstruo. Luego de ser curada   sufre consecuencias : teniendo alucinaciones, perseguida por el gobierno de Estados Unidos y es despedida por Cat Grant  teniendo que trabajar Star Labs

### Future Stare: SuperWoman
Los cómics de Future State proponen un posible futuro para Kara Zor-El, ahora adulta y con el alias de Superwoman. Deja la Tierra para convertirse en guardiana de la Luna, que se ha convertido en una colonia de refugiados para extraterrestres de todo el universo. La serie fue escrita por Marguerite Bennet y dibujada por Marguerite Sauvag

### Supergirl: Woman of Tomorrow
Bajo la marca Infinite Frontier, la próxima serie de Kara, Woman of Tomorrow, debutó en junio de 2021, escrita por Tom King y dibujada por los artistas brasileños Bilquis Evely y Mat Lopes. El arco presenta a Supergirl a nuevos personajes cuando comienza la historia como una mujer joven, celebrando su cumpleaños número 21 y ayudando a un joven extraterrestre en su búsqueda de venganza. La trama del "viaje de venganza de mentora-aprendiz" está, según King, inspirada en la novela original y en ambas versiones de True Grit . 
En esta serie, los creadores rindieron homenaje a Linda Danvers , ya que Kara manifiesta alas de fuego y poderes después de tomar una droga de kriptonita roja para salvar a su tripulación de autobús espacial de un dragón Karpane

## Poderes y habilidades
Como todos los kryptonianos bajo un sol amarillo, la versión actual de Kara Zor-El posee una fuerza, velocidad y resistencia sobrehumanas virtualmente ilimitadas; invulnerabilidad; vuelo; súper aliento, congelar la respiración; Visión de rayos X; visión telescópica y microscópica; visión de calor; y super audiencia. Kara no puede ser dañada por la fuerza física sola y ha soportado el colapso de los universos y con su aura-bioeléctrica protege su piel y ropa de la suciedad y lágrimas hasta tal punto que está impoluta. Ella es susceptible a la magia y la kryptonita. Su visión de calor puede superar el calor del sol y puede reaccionar, moverse y esquivar más rápido que la velocidad de la luz.
La exposición continua a un sol amarillo aumentará lentamente las habilidades. Muchos personajes en el Universo DC han notado que Supergirl a veces parece ser incluso más poderosa que el propio Superman. Esto lo nota Superman cuando dice que ha pasado su vida inconscientemente suprimiendo sus poderes para evitar lastimar a otros.
A diferencia de su primo tiene más experencia en combate avanzado. Gracias a Batman le enseñó artes marciales y combate armado y esgrima por culpa de Wonder Woman y Artemisa. También es experta Klukor y Tursqua Rom, artes marciales kryptonianas

## Otras versiones
Hay numerosas versiones alternativas de Supergirl. La más notable es Power Girl (nombre real Kara Zor-L, también conocida como Karen Starr) que apareció por primera vez en All Star Comics # 58 (enero / febrero de 1976).
Power Girl es la contraparte de la Tierra-Dos de Supergirl y el primo hermano de Kal-L, Superman de la pre-crisis Tierra-Dos. Los padres de la bebé Power Girl le permitieron escapar de la destrucción de Krypton. Aunque abandonó el planeta al mismo tiempo que lo hizo Superman, su nave tardó mucho más en llegar a la Tierra-Dos.
Ella tiene una fuerza sobrehumana y la capacidad de volar y es la primera presidenta de la Sociedad de la Justicia de América. Ella se divierte una sacudida de cabello rubio; viste un distintivo traje blanco, rojo y azul; Y tiene un estilo de lucha agresivo. A lo largo de sus primeras apariciones en All Star Comics, a menudo está reñida con Wildcat porque su inclinación por hablar con ella como si fuera una mujer común y no una súper poderosa kryptoniana la molesta.
Ella también luchó junto al equipo Sovereign Seven, reemplazando a Rampart después de su muerte, aunque esa serie no se considera parte del canon en el universo de DC.
La serie limitada de 1985 Crisis on Infinite Earths eliminó a Tierra-Dos, causando un cambio en su origen; se convirtió en la nieta del hechicero atlante Arion. Sin embargo, los eventos de la historia que culminaron en la serie limitada Infinite Crisis 2005–2006 restauraron su estatus como refugiada del Krypton del universo destruido antes de la Crisis Tierra-Dos.
Al igual que la original Kara's Streaky, Power Girl tiene un gato, que aparece en una historia de Amanda Conner en Mujer Maravilla # 600.

## Recepción
Esta versión de Supergirl está clasificada como el 153º mejor personaje de cómics de todos los tiempos por la revista Wizard.
IGN también clasificó a esta versión de Supergirl como el 94.º mejor superhéroe de cómics, afirmando que "para un personaje nacido en la Edad de Plata que vio todo, desde un Super Baby a un Super Monkey, Kara Zor-El se convirtió en algo mucho más que simplemente otro marketing. táctica para abofetear una 'S' en". En 2013, IGN clasificó a Supergirl como el 17.º mejor superhéroe de cómic de DC, afirmando que "fue uno de los primeros ejemplos de un compañero femenino que desarrolló una gran base de fans por derecho propio", y "Supergirl ha sido uno de los héroes más poderosos de DC, y Un estandarte contra otros héroes femeninos en contra".

## Supergirl en otros medios

### Cine

#### Acción en vivo

##### Universe DC - UCD

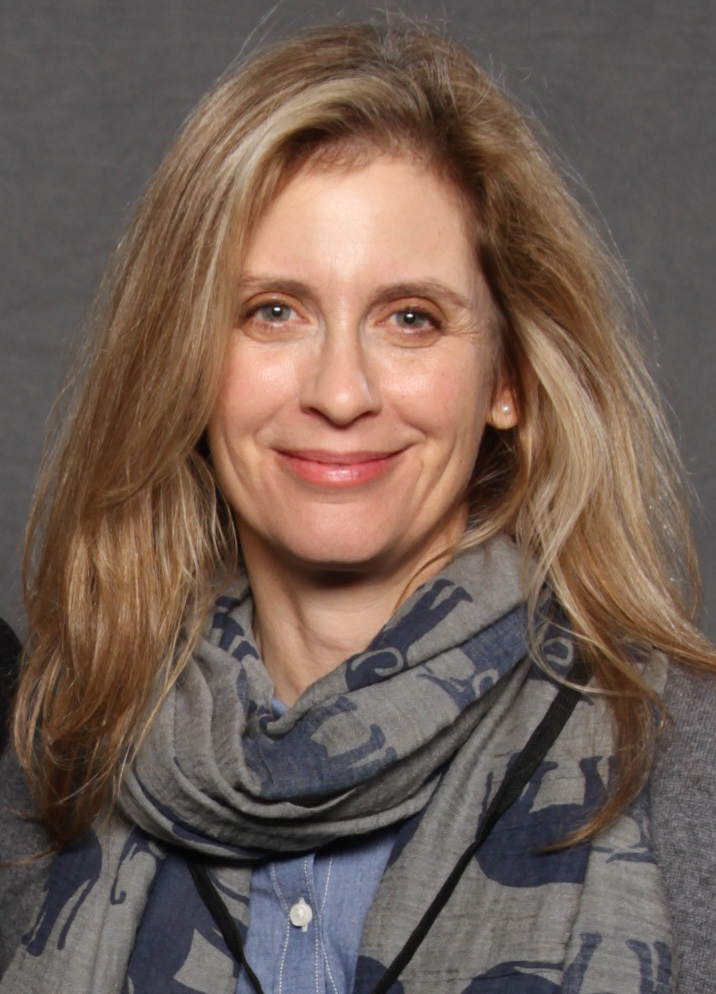
Helen Slater fue la actriz que interpretó a la superheroína de la película de los años 80 de Supergirl.

- Una representación en vivo de Supergirl aparece por primera vez en la película homónima de 1984, protagonizada por Helen Slater como Supergirl.[53] La película es una consecuencia de la serie de películas de Superman protagonizada por Christopher Reeve, a la que está conectada por el personaje de Marc McClure de Jimmy Olsen.

##### Universo extendido de DC
- Supergirl como Linda Danvers, existe dentro del Universo extendido de DC, ya que se hizo referencia en Man of Steel (2013) cuando Superman descubre una cápsula vacía dentro de la nave espacial kryptoniana.[54] Aunque el director Zack Snyder confirmó en agosto de 2018 que a pesar de que el personaje existe, esa cápsula no estaba diseñada para ella.
- En agosto de 2018, se anunció que se estaba desarrollando una película centrada en Supergirl con la guionista Oren Uziel[55][56] y se esperaba que el rodaje comenzara la producción a principios de 2020.[57][58]

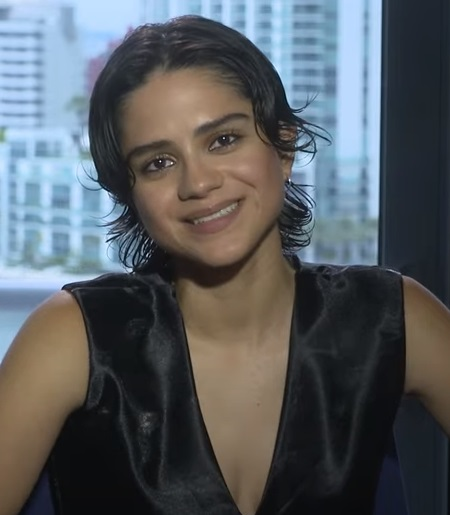
Sasha Calle es la actriz que encarna a Supergirl en el film The Flash.

- Una versión del universo alternativo de Kara Zor-El / Supergirl aparece en la película del DCEU The Flash (2023) del cineasta Andy Muschietti, interpretada por Sasha Calle.[59] En su universo, la realidad alternativa de la Tierra-89, ella ocupa el lugar de Superman, quien fue asesinado por las fuerzas del general Zod. Este personaje se inspira en el Superman del cómic Flashpoint. Además, una recreación de inteligencia artificial de la versión de Helen Slater del personaje de la película homónima de 1984 hace un cameo sin hablar.[60]

##### Universo DC - DCU

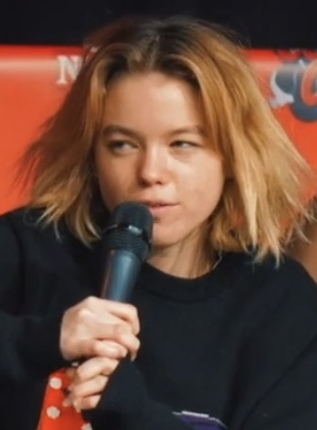
Milly Alcock es la actriz que encarnará a Supergirl en el universo cinematográfico de DC Comics de James Gunn.

- Se anunció que una película titulada Supergirl: Woman of Tomorrow estaría en desarrollo en DC Studios en enero de 2023, como parte del Capítulo Uno: Dioses y Monstruos del Universo DC (DCU). La película está basada en la miniserie de 2021 escrita por Tom King. En enero de 2024, se anunció que la actriz Milly Alcock había sido elegida para el papel en el nuevo universo DCU. Su personaje se estrenó en el largometraje Superman (2025) del cineasta James Gunn como  cameo  estando borracha y buscando a su perro Krypto.[61]

#### Animación
- Summer Glau expresa la versión posterior a la crisis de Kara Zor-El en Superman/Batman: Apocalypse, que se basa en la trama de Superman/Batman "The Supergirl from Krypton". A pesar de esto, el director Lauren Montgomery confirmó que el nombre de Supergirl se eliminó del título debido a las ventas mucho más lentas de la anterior película animada Wonder Woman, y no se permitió que el personaje apareciera en la portada con su vestimenta de marca registrada.[62] La película describe su llegada a la Tierra y su adaptación a la vida en el nuevo planeta. Durante la película, es secuestrada por Darkseid y le lava el cerebro antes de que Superman la libere y la lleve de regreso a la Tierra.
- Molly Quinn expresa a Supergirl en Superman: Unbound. Kara y sus padres escaparon por poco de Kandor antes de que Brainiac lo encogiera y lo secuestrara, dejándola con trastorno de estrés postraumático. Llegó a la Tierra unos meses antes del comienzo de la película y todavía se está adaptando a la vida en la Tierra y su primo bebé es mayor que ella debido a la diferencia en el tiempo que pasan sus cohetes en el espacio. Kara prefiere usar sus poderes para salvar a la gente de los dictadores en lugar de luchar contra los delincuentes comunes. Kara es muy reacia a enfrentarse a Brainiac de nuevo, incluso con superpoderes, pero finalmente reúne el coraje para ayudar a su primo a luchar contra él.
- Supergirl aparece en Lego DC Comics Super Heroes: Justice League: Cosmic Clash, con la voz de Jessica DiCicco. Ella solo aparece al ser llamada por Cyborg para defender la ciudad.
- Kara Zor-El aparece en películas ambientadas en Tomorrowverso:
  - Supergirl aparece en Legion of Super-Heroes, con la voz de Meg Donnelly.[63]Esta versión, después de tener problemas para adaptarse a la vida en la Tierra, Superman decide enviarla al siglo 31 para unirse a la Academia de la Legión, donde conoce a sus compañeros de clase Mon-El, Dawnstar, Triplicate Girl, Bouncing Boy, Arm-Fall-Off-Boy, Invisible Kid, Phantom Girl, Proty (la mascota de la clase) y Brainiac 5 (quién tiene una pelea con él, confundiéndolo con Brainiac). Después de algunos entrenamientos y enfrentamientos, Supergirl es herida por Mon-El, quien resultó ser un agente del Círculo Oscuro. Ella y Brainiac 5 son rescatados por Triplicate Girl (que había perdido solo uno de sus yo alternativos), Invisible Kid y Phantom Girl para rescatar a sus otros compañeros y los dos van a enfrentarse a Brainiac, para evitar la activación de la Máquina Milagrosa. Aunque estuvo brevemente tentada a revertir la destrucción de Krypton, acepta la pérdida y detiene el cataclismo al cambiar la máquina a otra realidad. Después de derrotar a Brainiac, Mon-El y el Círculo, Kara contacta a Superman sobre su decisión de permanecer en el siglo 31 y su nueva relación con Brainiac 5.
  - Kara hace una aparición menor en Justice League: Warworld, con la voz de Kari Wahlgren.[64]A partir de esta película, ella se transformó en Harbinger.
  - Supergirl / Harbinger aparece en Justice League: Crisis on Infinite Earths (Parte 1 , 2 y 3), nuevamete con la voz de Meg Donnelly.[65]

### Series

#### Acción en vivo

##### Smallville

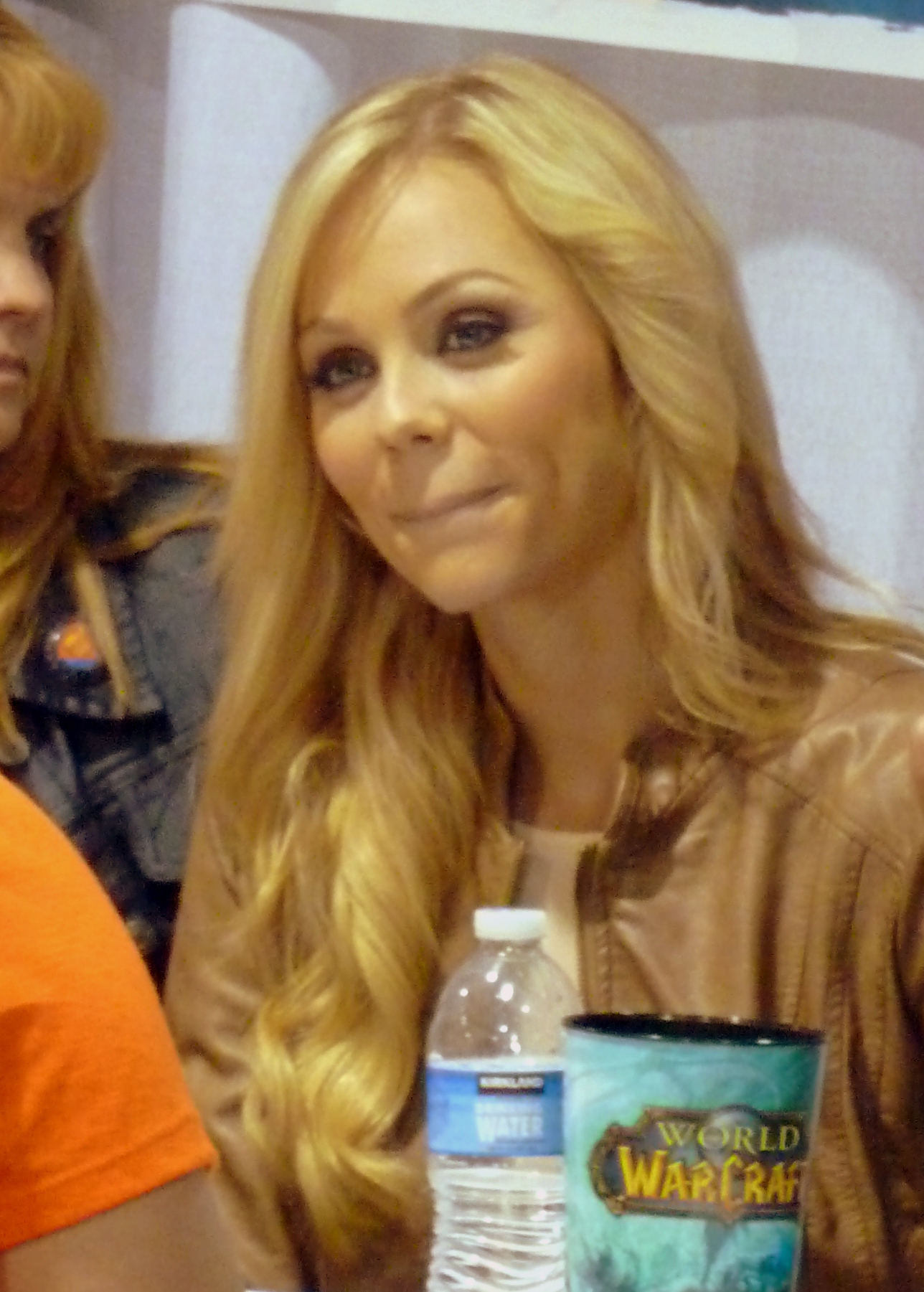
Laura Vandervoort interpreta a Supergirl en la serie Smallville.

- Antes de la séptima temporada (2007-2008) del exitoso programa Smallville de WB / CW, donde ella es introducida en el reparto y es interpretada por Laura Vandervoort, una mujer que dice ser Kara (interpretada por Adrianne Palicki) es introducida brevemente en la temporada 3 final. Más tarde se reveló que su nombre real es Lindsey Harrison, y la inteligencia artificial del padre de Clark Kent (Tom Welling), Jor-El, le había dado falsos recuerdos y poderes. Como parte de una serie de pruebas. Vandervoort retrata a la verdadera Kara, la prima de Clark cuya nave espacial había estado atrapada en animación suspendida hasta los eventos de la temporada 6 final. Gran parte de la temporada 7 está relacionada con los intentos de Kara de adaptarse a la vida en la Tierra, especialmente después de enterarse de la destrucción de su planeta natal Krypton. Su historia la ve convertirse simultáneamente en el objeto de las obsesiones de Lex Luthor (Michael Rosenbaum) y las de Jimmy Olsen (Aaron Ashmore), sufrir un ataque de amnesia, descubrir los motivos siniestros de su padre (Christopher Heyerdahl) y convertirse en un objetivo del malvado Brainiac (James Marsters). El final de la temporada sd ve a Kara quedar atrapada en la Zona Fantasma. Empezando con la temporada 8, Vandervoort deja de aparecer como una serie regular, pero repite el papel tres veces más. En su primera aparición como invitado, "Bloodline", Kara es liberada de la Zona Fantasma y más tarde abandona la ciudad natal de Clark, Smallville, para buscar a Kandor, su lugar de nacimiento, ya que se rumorea que sobrevivió a la destrucción de su planeta natal. Ella aparece de nuevo en el episodio de la temporada 10 "Supergirl", en el que adopta formalmente su apodo de superhéroe. Sus aventuras fuera de la pantalla se mencionan a partir de entonces. Vandervoort hace una aparición final en el penúltimo episodio del programa, "Prophecy", en el que ayuda a Flecha Verde (Justin Hartley) a localizar el "Bow of Orion" para usar contra Darkseid. Luego la llaman a la Fortaleza de la Soledad, donde aprende de Jor-El que su trabajo en la Tierra está terminado. Usando el anillo de vuelo de la Legión de Superhéroes, viaja al futuro para buscar su propio destino. La continuación del cómic de la Temporada Once del programa muestra la historia continuada de Kara en el siglo 31, el posterior regreso al presente y uniéndose a la Liga de la Justicia.

##### Arrowverso

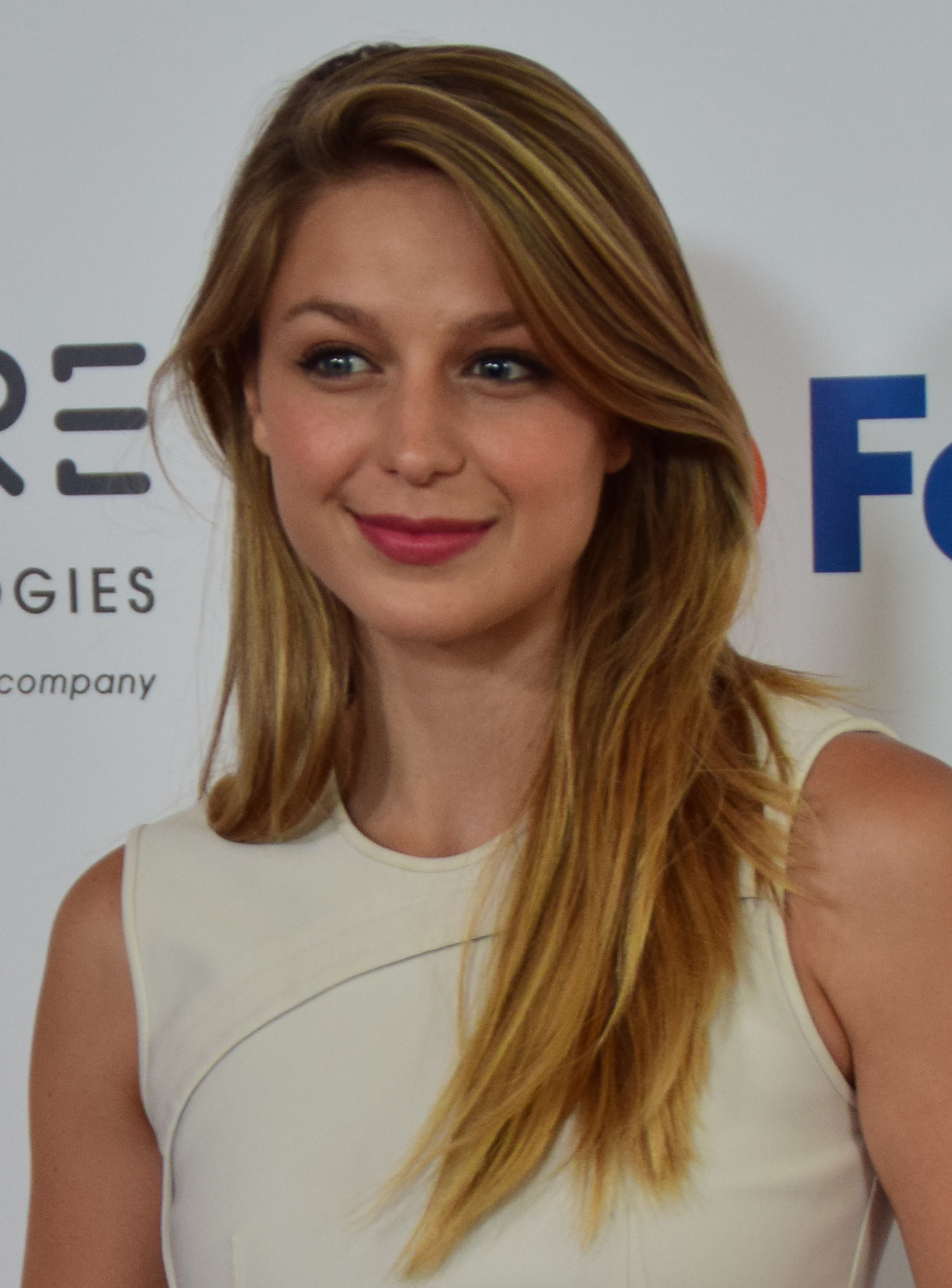
Melissa Benoist interpreta a Supergirl en la serie de 2015 y otras series del Arrowverso.

- La serie CBS y luego la serie Supergirl de The CW, protagonizada por Melissa Benoist, muestra a Kara Zor-El, de 24 años, abrazando sus poderes después de haberlos escondido previamente. La serie es producida por Warner Bros. Television y Berlanti Productions. Debutó el 26 de octubre de 2015. Benoist repitió el papel de estrella invitada en los episodios cruzados de Legends of Tomorrow, The Flash, Arrow y Batwoman. Sus versiones jóvenes la encarnaron Malina Weissman (durante las 2 primeras temporadas) e Izabela Vidovic (el resto de las temporadas).

#### Animación

##### Universo animado de DC
- Kara Kent/Supergirl aparece en una serie ambientada en el Universo animado de DC (DCAU), con la voz de Nicholle Tom.[66]
  - Apareciendo por primera vez en Superman: la serie animada, esta versión no está relacionada con Superman y originalmente vino del planeta hermano de Krypton, Argo, que fue sacado de órbita luego de la destrucción de Krypton. Kara y su familia se colocaron en animación suspendida para sobrevivir a la disminución gradual de las temperaturas del planeta, pero las cámaras de estasis fallaron con el tiempo, dejándola como la única sobreviviente. Al descubrirla, Superman la trae a la Tierra, donde es adoptada por Jonathan y Martha Kent y se convierte en Supergirl.
  - Supergirl aparece en el episodio de Las nuevas aventuras de Batman, "Girl's Night Out", donde se une a Batgirl.
  - Supergirl aparece en Liga de la Justicia Ilimitada. A partir de esta serie, ella se unió a la Liga de la Justicia antes de unirse finalmente a la Legión de Super-Héroes.

##### DC Nation Shorts
- Supergirl aparece con Batgirl y Wonder Girl en Super Best Friends Forever en los cortos DC Nation Shorts, con la voz de Nicole Sullivan.[66]

##### Justice League Action
- Supergirl aparece en Justice League Action, con la voz de Joanne Spracklen.[66]Tiene la apariencia de una adolescente humana con los ojos muy abiertos con cabello rubio y usa su traje tradicional, excepto que tiene botas hasta los muslos y una falda plisada. Como persona, es joven, responsable y muestra mucho afecto por su primo Superman. En "Party Animal", aparece de cameo en esta fiesta de Navidad con la Liga de la Justicia. En "Keeping up with the Kryptonians", Supergirl se convierte en una estrella del popular reality show "That's So Kara", y Superman en un Kasnian que gobierna de un lugar a otro en la Tierra, todo siendo una realidad causada por Mister Mxyzptlk. En "Unleashed", Supergirl acompaña a la Liga de la Justicia para detener a los Red Lantern Corps, sin saber que fue una distracción hecha por Dex-Starr para invadir la Tierra, hasta que finalmente fue resuelto por Krypto, Streaky y Hombre Plástico. En un corto, "The Goddess Must Be Crazy", Supergirl entrena con Wonder Woman en Isla Paraíso, hasta que es poseída por Félix Fausto, para destruir la isla.

##### Teen Titans Go!
- Supergirl aparece en Teen Titans Go!, nuevamente con la voz de Nicole Sullivan.[66]

##### DC Super Hero Girls
- Supergirl aparece en la webserie DC Super Hero Girls con la voz de Anais Fairweather, y es una estudiante de Super Hero High, es muy amable, cariñosa y extremadamente poderosa, pero también es muy torpe.
- El personaje aparece en la serie de televisión del mismo nombre, con Nicole Sullivan repitiendo su papel. En esta versión, es rebelde y es conocida como la "chica genial" en la escuela. Puede ser dura, pero puede expresar fácilmente sus emociones y también es muy abierta. Puede ser una amiga genial y servicial, pero a veces también puede ser celosa, pues no le gusta vivir a la sombra de su primo.

##### Young Justice
- Supergirl tiene una aparición sin hablar en el episodio final de la serie Young Justice "Death and Rebirth". En una secuencia poscréditos, ella es una de las docenas de kryptonianos rebeldes recuperados de la Zona Fantasma, y se da a entender que Dru-Zod los envió allí dos décadas por razones desconocidas. Se la ve por última vez siendo ofrecida como tributo por la Luz y reclutada para las Furias Femeninas junto con Black Mary.

##### Harley Quinn
Supergirl aparece en el episodio de Harley Quinn "Getting Ice Dick, Don't Wait Up", con la voz de Lacey Chabert. Esta versión es una oftalmóloga.

##### Mis aventuras con Superman
- Kara Zor-El / Supergirl aparece en la segunda temporada, con la voz de Kiana Madeira.[67]Esta versión es una guerrera del Imperio Kryptoniano y sirvienta con lavado de cerebro de Brainiac, quien ella cree que es su padre.[68]
  - En el episodio 2x05, Kara llega a Metrópolis, buscando a su primo y se encuentra con Jimmy Olsen, quién la salva de ser atropellada por un camión y le enseña los detalles de la ciudad antes de ir a buscar a su primo. Más tarde al encontrarlo, estaba molesta y no le gustó como se mostraba amable y bondadoso con los habitantes de La Tierra creyendo que era un gran guerrero. Más tarde, ella se revela que trabaja para el Imperio Kryptoniano y en una batalla, derrota a su primo Superman para después llevárselo.
  - En el episodio 2x06 se revela que Kara llevó a Superman a Kandor para convencer a unirse al Imperio Kryptoniano pero su primo le intenta convencer su relación con los habitantes del planeta después de ver una foto de su amistad con Jimmy, cuando ella dedujo que tenía sentimientos hacia él. Más tarde se revela que su personalidad guerrera fue el resultado de que Brainiac la colocara bajo control mental periódico y utilizara condicionamiento mental, mientras el verdadero yo de Kara se horroriza y traumatiza por los actos de genocidio que cometió y Brainiac le mintió, quien declaró que los planetas que ella realmente destruyó se había convertido en parte del Nuevo Imperio Kryptoniano. Sin poder hacer algo, ella encuentra una nave con Jimmy, Lois Lane, Monsieur Mallah y Brain, quienes buscan a Superman (luego de aparecer igual al final del episodio 2x07).
  - En el episodio 2x08, Kara se encuentra con Jimmy, Brain, Mallah y Lois en el espacio, en poder ayudarlos localizar a Superman, aunque ella se alegra de ver a Jimmy, Lois duda si confia en Kara o no, al verla después llevarse a Superman ante Brainiac después de romper con él e intenta arreglar todo lo que ocurrió. Kara intenta razonar con Brainiac mientras Jimmy y Lois se infiltran en Kandor para salvar a Superman. Al descubrir que Brainiac le lavó el cerebro para ponerla al servicio de sus intereses, Kara se enfrenta a Brainiac, quién dejó su cuerpo actual, y descubre que él ha poseído el cuerpo de Superman por el dispositivo Black Mercy. Al ser derrotada, Kara, Jimmy y Lois son arrojados al espacio por Brainiac, hasta ser salvados por Brain y Mallah, y luego ella ve a Lois que robó el Black Mercy y lo usa consigo misma para ir por Superman.
  - En el episodio 2x09, Kara vuelve a la Tierra con Jimmy y el cuerpo de Lois Lane que se metió en la mente de Superman, para detener a Brainiac. Al separarse de Mallah y Brain, ellos son atacados y apresados por la Task Force X de Amanda Waller, pero son liberados por Steve Lombard, con la ayuda de Vicki Vale y el Daily Planet como distracción. Este convence junto a Jimmy, a una Kara afectada por todo lo sucedido, su camino para ser una superheroína. Ella pelea contra su primo controlado por Brainiac, evitando siendo atacada por los robots Metallos de Lex Luthor y usa su cuerpo para evitar que el arma láser de la nave de Kandor destruya la Tierra, pero también es ayudada por Superman siendo liberado con Lois, ya reconciliados. Ella y su primo terminan siendo derrotados, luego de que Brainiac, quién regresó a su propio cuerpo, controle los Metallos que usan Kryptonita como arma y comience a usar nuevamente su arma láser contra la Tierra.
  - En el episodio 2x10, Kara y Superman son ayudados por Livewire, Heat Wave, Steel e Intergang liderados por Sam Lane, y con la ayuda de ellos, ella y su primo entran a la nave de Brainiac. Luego, Kara es controlada nuevamente por el Protocolo Erradicador de Brainiac, para atacar a Superman. Gracias el amor de Superman, Lois y Jimmy, ella logra romper el control de Brainiac y junto a su primo llevan la nave Kandor hasta el Sol, hasta ser activado como el Protocolo Black Zero para atacar a Clark pero ella se sacrifica cayendo hacia el Sol, hasta que descubren que el Sol es la fuente de su poder. Kara luce un traje nuevo como el de Superman, y juntos destruyen a Kandor, pero Kara es atacada por Brainiac y ella logra destruirlo (tomando su núcleo que permanece intacto), dejando una herida en su rostro y siendo finalmente una superheroína al salvar la Tierra. Kara despierta en la granja de Jonathan y Martha Kent al ser presentados por su primo, ellos juegan a la pelota como le mostró sus recuerdos a Clark, y organizan una barbacoa al aire libre junto a Lois, Jimmy, John, Sam y el personal del Daily Planet, también Kara ayuda a Jimmy junto a Brain y Mallah a reconstruir Cadmus Labs y ella le dio su primera entrevista a Vale en su periódico conocida como Supergirl. Al final, no importa que otras amenazas llegarán, Kara y Superman siempre protegerán Metrópolis, al lado de Jimmy y Lois.

### Videojuegos
- Supergirl aparece en DC Universe Online, con la voz de Adrienne Mishler. En la campaña de los villanos, los jugadores ayudan al Doctor Psycho a capturar a Supergirl con Kryptonita. En la campaña del héroe, los jugadores luchan contra Doctor Psycho para salvar a Supergirl.
- Supergirl se puede desbloquear en Lego Batman 2: DC Super Heroes, con la voz de Bridget Hoffman.
- Supergirl hace una aparición en la versión de iOS de Injustice: Dioses entre nosotros como tarjeta de apoyo.
- Supergirl aparece como un personaje jugable en Lego Batman 3: Beyond Gotham, con la voz de Kari Wahlgren. Ella es jugable en su variante por defecto que está diseñada después de su aparición en The New 52 y en su atuendo clásico. Su variante clásica está desbloqueada en una misión de realidad virtual, mientras que su nueva variante 52 está desbloqueada en un Hub Quest en Nok, donde le pide a la jugadora que derrote a una cantidad de enemigos que accidentalmente libera de sus células.
- Supergirl aparece como un personaje jugable en Infinite Crisis, con la voz de Camilla Luddington.[69]
- Supergirl aparece como un personaje jugable y el protagonista central en Injustice 2 de NetherRealm Studios, la secuela de Injustice: Dioses entre nosotros, con la voz de Laura Bailey. En la historia, su cápsula de escape es recuperada por Black Adam después de los eventos del primer juego. Ella es entrenada por Black Adam y Wonder Woman para perfeccionar sus poderes mientras le cuentan historias de su primo, inspirándola a convertirse en Supergirl. Después de que el Régimen y la Insurgencia se aliaron para derrotar a Brainiac (quien fue responsable de la destrucción de Krypton), Kara descubre lo que realmente ha hecho el Régimen en el planeta y está horrorizada por las acciones de su primo. Ella y Batman se infiltran en la nave de Brainiac para detener al tirano, y cuando Batman y Superman discuten entre sí sobre el destino de Brainiac, ella se alía con Batman, creyendo que su primo se está comportando más como el General Zod que Jor-El. Aparece en los dos finales del juego, donde se convertirá en parte de la Liga de la Justicia de Batman para recuperar lo que representaba su primo antes de la muerte de Lois, o será encarcelada por Superman hasta que se convierta en parte de su régimen. En su final de jugador individual, ella trabaja con la Liga de la Justicia para revivir las civilizaciones kryptonianas de Argo City y Kandor.[70][71]
- Supergirl aparece como una minifigura de distribución limitada para el videojuego Lego Dimensions de toys to life, con Kari Wahlgren retomando su papel. Ella tiene la capacidad de transformarse entre sus formas clásicas y Red Lantern.[72]
- Supergirl aparece como un personaje jugable en DC Unchained.
- Supergirl aparece en la versión para PSP de Justice League Heroes.
- Supergirl aparece como un personaje jugable en el paquete de contenido descargable de Superhéroes de DC TV en Lego DC Super-Villains.